# 35호 화염방사기

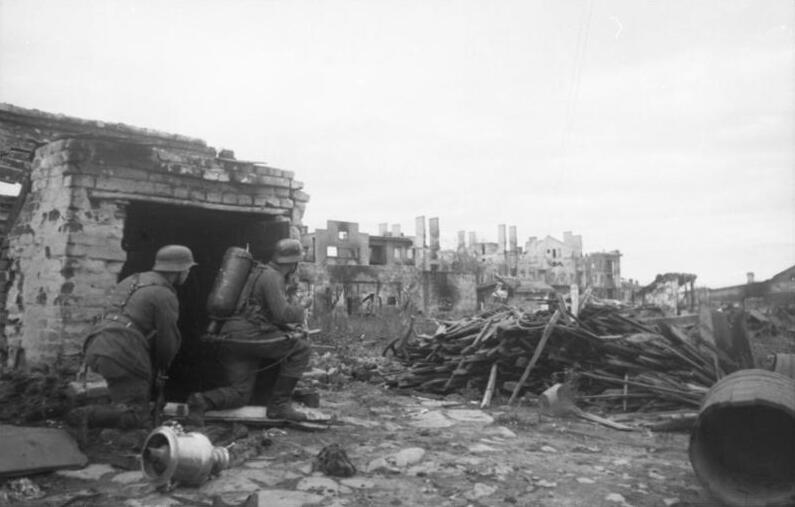
Flammenwerfer 35를 매고 가는 독일군.

35년형 화염방사기(독일어: Flammenwerfer 35; FmW 35 플라멘베르퍼 드라이식 퓐프; 에프엠베 드라이식 퓐프[*])는 1935년 개발된 제2차 세계 대전 시기 나치 독일군이 참호나 건물을 제압하는 데 사용했던 화염방사기이다. 이 화염방사기는 사용자로부터 대략 25m의 불길을 낼 수 있었다. 이후 1941년 개량형인 플라멘베르퍼 41이 나왔다.